# Erzbistum Westminster
Das Erzbistum Westminster (lat.: Archidioecesis Vestmonasteriensis) ist eine in Großbritannien gelegene Erzdiözese der römisch-katholischen Kirche mit Sitz in London.
Es umfasst alle Stadtbezirke des Verwaltungsgebiets Greater London nördlich der Themse und westlich des River Lea und die außerhalb Londons gelegenen Bezirke Staines, Sunbury-on-Thames und Hertfordshire (Grafschaft).

## Geschichte
Schon 1540–1550 existierte ein von Heinrich VIII. geschaffenes anglikanisches Bistum Westminster an der Westminster Abbey, dessen einziger Bischof Thomas Thirlby war.
Um 1622 wurde das Apostolische Vikariat England errichtet. Am 30. Januar 1688 wurde das Vikariat in die vier Vikariate Midland District, Western District, Northern District und London District aufgeteilt.
Am 29. September 1850 wurde mit der Zirkumskriptionsbulle Universalis Ecclesiae die katholische Hierarchie in England wiederhergestellt und das Vikariat zur Erzdiözese und Kirchenprovinz erhoben, die sich heute neben dem Erzbistum in die Suffraganbistümer Brentwood, East Anglia, Northampton und Nottingham gliedert. Den Namen des Londoner Stadtteils Westminster – anstatt Archdiocese of London – trägt sie, weil ein Gesetz von 1829, der Roman Catholic Relief Act 1829, es allen Personen „außerhalb der Kirche von England“ untersagte, die alten bischöflichen Titel anzunehmen.

## Kathedrale
Die Bischofskirche von Westminster ist die Westminster Cathedral in der City of Westminster (London), die zugleich auch katholische Hauptkirche von Wales und England ist.